# Симеон (Ду)
Епи́скоп Симео́н (кит. 主教西麦翁, в миру Фео́дор Семёнович Ду́, или Ду Жуньчэнь, кит. 杜润臣; 11 февраля 1886, Пекин — 3 марта 1965, Шанхай, Китай) — епископ Китайской автономной православной церкви, епископ Шанхайский (1950—1965).

## Биография
Родился 11 февраля 1886 года в Пекине, в семье псаломщика Русской духовной миссии в Пекине. Его предки были русские казаки-албазинцы, поселившиеся в Китае в 1685 году. В 1900 году во время боксёрского восстания его отец был убит, а близкие родственники и он чудом избежали смерти.
С восстановлением в 1902 году Русской духовной миссии в Китае исполнял обязанности псаломщика в Сретенской церкви при российском посольстве в Пекине. В 1904 году окончил Пекинскую духовную школу при миссии, после чего был назначен псаломщиком и катехизатором в миссионерский стан в Шаньхайгуани (провинция Чжили). В 1906 года переведён псаломщиком в Харбин на Благовещенское подворье Пекинской миссии. В 1907 году вернулся в Пекин, участвовал в подготовке к изданию Полного китайско-русского словаря под редакцией начальника Пекинской миссии епископа Переславского Иннокентия (Фигуровского).
В 1908 году рукоположен епископом Иннокентием (Фигуровским) во диакона. В 1909 году назначен на диаконскую должность на харбинское Благовещенское подворье, также исполнял там обязанности миссионера, эконома и заведующего канцелярией. В 1919 году проводил большую работу по изданию русских учебников для харбинских школ.
После 1919 года служил на приходах в Шанхае, Ханькоу, Хаймыни, Кайфыне, Чжандэ, Вэйхое, Баодинфу, Калгане, Мукдене, Цицикаре и на станции Маньчжурия. Вместе с архиепископом Иннокентием (Фигуровским) и клиром Пекинской миссии перешёл в 1922 году в юрисдикцию РПЦЗ.
В 1932 году назначен диаконом к Покровскому храму-памятнику в Тяньцзине. В 1934 году возведён в сан протодиакона. В 1939 году Покровский храм был снесен по решению японских оккупационных властей.
16 сентября 1941 году рукоположен Пекинским архиепископом Виктором (Святиным) во иерея, назначен настоятелем Иннокентиевского храма в Тяньцзине. В отличие от подавляющего большинства православных приходов в Китае с русским в основном составом клира и паствы в Иннокентиевском храме паства и приходской совет состояли из этнических китайцев, а клир — только из китайских священнослужителей; службы проводились на китайском языке. Ранее, при настоятеле протоиерее Сергии Чане (1872—1936), тяньцзиньская Иннокентиевская община отделилась от архиепископа Виктора и через митрополита Токийского Сергия (Тихомирова) в 1934 году перешла в юрисдикцию Московского Патриархата. Видимо, назначение настоятелем Иннокентиевского храма священника Феодора Ду означало возвращение китайского прихода в Тяньцзине в подчинение Пекинскому архиерею, который к тому времени из-за начала второй мировой войны уже не имел связей с руководством РПЦЗ.
В 1942 году был награжден набедренником, камилавкой и золотым наперсным крестом. В 1943 году возведен в сан протоиерея. В 1945 году награжден палицей. Впоследствии (до 1949) был также удостоен права ношения митры. В конце 1945 года вместе с архиепископом Виктором (Святиным) и клиром Пекинской епархии перешёл в юрисдикцию Московского Патриархата.
14 апреля 1949 года архиепископ Виктор в письме патриарху Московскому и всея Руси Алексию I просил одобрить кандидатуру протоиерея Феодора Ду для поставления во епископа Тяньцзиньского, второго викария Пекинской епархии.

### Епископское служение
17 июля 1950 года вместе с архиепископом Пекинским и Китайским Виктором прибыл в Москву, после чего отбыл в Троице-Сергиеву лавру, где был принят Патриархом Алексием. Архиепископ Виктор принимал участие в происходивших в эти дни заседаниях Священного Синода. На одном из заседаний Синода принято было решение поставить члена китайской делегации о. Феодора Ду во епископа Тянь-Цзиньского.
23 июля 1950 года в Троице-Сергиевой Лавре пострижен в монашество с именем Симеон и 25 июля 1950 года возведён в сан архимандрита.
27 июля 1950 года в зале заседаний Московской Патриархии состоялось наречение архимандрита Симеона во епископа Тяньцзиньского. 30 июля 1950 года в Патриаршем Богоявленском соборе был хиротонисан во епископа Тяньцзиньского. Чин хиротонии совершали: Патриарх Московской и всея Руси Алексий I, митрополит Крутицкий и Коломенский Николай (Ярушевич), митрополит Пражский и всея Чехословакия Елевферий (Воронцов), архиепископ Пекинский и Китайский Виктор (Святин), епископ Орловский и Брянский Флавиан (Иванов) и епископ Вологодский и Череповецкий Гавриил (Огородников). 30 августа с архиепископом Виктором отбыл обратно в Китай. Стал первым православным архиереем из числа китайцев.
26 сентября 1950 года назначен епископом Шанхайским.
После преставления епископа Василия 3 января 1962 года, епископ Симеон остался единственным архиереем, и в Пекине его имя поминалось за богослужением после имени Патриарха.
Скончался 3 марта 1965 года в Шанхае. Некому было даже послать в Москву извещение о его смерти — об этой утрате сообщила харбинская прихожанка Светлана Вшивкина в письме архимандриту Ювеналию.

## Публикации
- Речь при наречении во епископа Тянь-Цзиньского // Журнал Московской Патриархии. 1950. — № 9. — С. 37-38.
- Поздравления, полученные Святейшим Патриархом Алексием к празднику Рождества Христова: Православная Церковь в Китае // Журнал Московской Патриархии. 1959. — № 2. — C. 10.
- № 548. Приложение к документу № 547. Письмо епископа Шанхайского Симеона патриарху Алексию I о положении Русской православной церкви в Китае // Письма патриарха Алексия I в Совет по делам Русской православной церкви при Совете народных комиссаров — Совете министров СССР. — Т. 1. 1945—1953 гг. — С. 621—626.